# Princesa Poder
La Princesa Poder, también conocida como Zarda, es un personaje ficticio que aparece en los cómics estadounidenses publicados por Marvel Comics. Múltiples versiones del personaje, cada una de realidades alternativas del Multiverso de Marvel, han aparecido a través de los años.

## Varias encarnaciones
La versión original del personaje fue creada por J. M. DeMatteis y Don Perlin, y apareció por primera vez en Defenders #112 (octubre de 1982) como miembro del Escuadrón Supremo, un análogo de la Liga de la Justicia. Más recientemente, el personaje se unió a los Exiles que saltan al reality. Su personaje fue desarrollado originalmente como un análogo apenas disimulado de DC Comics, Mujer Maravilla.
Otra versión del personaje apareció en el título del sello MAX de Marvel, Supreme Power.

## Biografía del personaje ficticio

### Escaudrón Supremo
La Princesa Poder de Tierra-712, proviene de "Isla Utopía", una pequeña isla en el mar del sur, no tocada por la civilización exterior. Los utopianos creen que son el resultado de la experimentación genética llevada a cabo sobre el Homo sapiens por el alienígena Kree; son, de hecho, el equivalente en la Tierra de los Inhumanos del Escuadrón.Mientras que el resto de Homo sapiens estaban haciendo pedernal puntas de lanza, los utopistas desarrollaron una avanzada cultura basada en la paz, la comunión y la experiencia o el aprendizaje. En su pequeña comunidad isleña, la gente no conocía la pobreza, la injusticia, la guerra, crimen o discriminación sexual. Después de que el mundo exterior hiciera la primera bomba atómica, los utopistas creían que su forma de vida estaba en peligro. Construyendo una nave espacial, abandonaron la Tierra para encontrar un nuevo hogar.La Princesa Zarda eligió quedarse atrás como su única emisaria en la Tierra, un rol que había asumido algunos años antes como Princesa Poder. Durante este tiempo, ella fue miembro del equipo de la Segunda Guerra Mundial conocida como la Agencia Dorada, junto con sus compañeros Águila Americana y Profesor Imam, el Hechicero Supremo de la Tierra del Escuadrón.
Viviendo en Capitol City, se convirtió en la esposa de Ley Common, Howard Shelton, un marinero que conoció durante "la guerra". Howard fue el único superviviente de un barco que se hunde y el primer forastero Zarda se encontró. Howard envejeció normalmente, mientras que Zarda parece tener la misma edad que cuando se conocieron, 50-60 años antes.
Como miembro del Escuadrón Supremo, Zarda recibió un lavado de cerebro por parte de la Mente Suprema. Ella luchó contra los Defensores, pero se curó. Luego luchó contra la Mente Suprema y Null, la Oscuridad Viviente junto a los Defensores.
Para evitar que algo así vuelva a pasar, ella resolvió con el Escuadrón asumir el control del gobierno de los Estados Unidos de su mundo. Con el Escuadrón, luchó contra el Instituto del Mal. Durante un tiempo, el Hiperion de Tierra-616 se hizo pasar por su contraparte supremo del Escuadrón y desarrolló una atracción hacia Zarda. Disgustado porque ella ya estaba comprometida con el anciano Shelton, el villano Hyperion sofocó a Shelton y comenzó a enamorarse de Zarda. Tras el regreso de la Tierra-712 Hiperion, la verdad fue revelada y el impostor fue destruido. Aunque inicialmente confundida acerca de sus sentimientos hacia su compañera de equipo, Zarda e Hiperion finalmente comenzaron una relación romántica. Zarda luego asumió el liderazgo del Escuadrón. Zarda participó en la batalla final entre Nighthawk, que se había vuelto contra el Escuadrón, y sus Redentores. Luego disolvió el Escuadrón.
Defendiendo la Tierra-712 contra un ataque del Nth Man, Princesa Poder y el Escuadrón Supremo quedaron varados en la Tierra-616. Se encontraron con Quasar y se mudaron al Proyecto Pegaso. Princesa Poder estaba entre los héroes de la Tierra que intentaban salvar a la ciudad de Nueva York del cuerpo agonizante de Eon. Algún tiempo después, con la ayuda de los Vengadores, el Escuadrón Supremo fue devuelto a la Tierra-712.
Cuando Proteus, el archienemigo de los Exiliados, apareció un día, engañó al Escuadrón Supremo para que luchara contra los Exiliados. Mientras los Exiliados estaban distraídos, Proteo huyó a otra realidad. Cuando Hiperion decidió unirse a los Exiliados, Princesa Poder lo detuvo, diciendo que Hiperion es necesario en su propio mundo. Princesa Poder luego se fue con los Exiliados para atrapar a Proteus, a pesar de las objeciones de Blink. Sin embargo, bajo su dirección y orientación, los Exiliados llegaron lo más cerca que han estado de vencer a Proteo. Cuando lanzó una de las hojas de Longshot, se perdió a Proteus y golpeó al Maestro en cambio, lo apaga. El Maestro luchó contra los Exiliados, y luego Proteo luchó contra el Maestro. Proteo tomó el cuerpo de Morph y huyó, a pesar del plan de Zarda que consideró infalible. Después de finalmente derrotar a Proteus atrapándolo en el cuerpo de Morph, Princesa Poder permaneció exiliada para continuar reparando las realidades dañadas. También sugirió que Blink enterrara a Mimic en la realidad de su hogar. De lo contrario, Blink lo habría enterrado en el desierto de Panoptichron. Princesa Poder dejó el equipo para regresar al Escuadrón Supremo, convirtiéndola en la primera miembro en abandonar voluntariamente a los Exiliados. Ella fue reemplazada por Psylocke.

### Poder Supremo
La nueva princesa debutó en Supreme Power # 2. Aparentemente una diosa griega que durmió en un mausoleo durante milenios, en un momento dado se despierta y encuentra al herido Hiperion, lo cura. Ella alude a tener orígenes similares a Hiperion (ambos son extraterrestres) y una misión para colonizar y conquistar el planeta, pero ella es bastante errática, confundiendo sus recuerdos con la alegoría.
Después de separarse, Zarda comete un alboroto, haciendo caso omiso de la vida humana y la propiedad privada. Intentó quitar el prisma de poder del Doctor Espectro pero el intelecto del cristal se puso en contacto con ella. Le informó que estaba "rota" de alguna manera (aparentemente refiriéndose a su aparente locura) y que no podía arreglarla a pesar de su pedido de hacerlo. Luego fue atacada por Amphibian en represalia por dañar a Espectro. Se indica que tanto Doc. Espectro como Zarda tienen halos de energía a su alrededor que guardan una semejanza obvia con los seres alienígenas (Espectro solo muestra esto cuando el cristal prismático toma el control de él, revelando su origen e inteligencia). Doc Espectro posteriormente no tiene memoria del intercambio, revelando además que su prisma tiene la capacidad de controlarlo cuando lo desea. Más tarde, Zarda mata a una mujer y le roba su identificación con la esperanza de comenzar de nuevo, mientras trabajaba en una tienda de ropa para mujeres.
Después de eso se dio a conocer al gobierno federal de los Estados Unidos, como Claire Debussy (se da a entender que Zarda asesinó a la verdadera Claire Debussy y asumió su identidad, como una marca de chamusquina en la forma de una joven se ve en un pared con vista a una pila de cenizas en su departamento). Pero es difícil analizar su fondo. Ella dijo que su nombre clave es Zarda, pero a su nivel de poder el gobierno no lo presionó. Más tarde, un oficial de enlace le pide que complete algunos formularios de identificación y no divulgación, pero Zarda miente al oficial, diciendo que no puede recordar los detalles debido a un "accidente". Después de que el general Richard Alexander pregunta por qué se hace llamar a sí misma Zarda, pensando que es un viejo apodo , le informa que los grupos focales se le ocurrió Princesa Poder. Después de preguntarle qué pensaba sobre el nombre, dijo que la Princesa del Poder sería mejor, pero el General dijo que ya tenía derechos de autor (en referencia a She-Ra: Princesa de Poder, una caricatura relacionada con He-Man y los Maestros del Universo).
Un general africano llamado John M'Butu, un líder tribal de rápido crecimiento dotado de una poderosa capacidad de sugestión psíquica y que se hace llamar la Voz, encabeza una campaña genocida en la región de Salawe en Uganda. El gobierno de los Estados Unidos lo identifica como un superhumano después de que él sobrevive a un intento de asesinato. El equipo es enviado a la región para asesinarlo, pero al inicio de la pelea, Hiperion, Doctor Espectro y Amphibian se ven afectados por el poder de M'Butu de controlar a cualquiera que escuche su voz. M'Butu ordena al trío que persiga a sus camaradas. Zarda inmediatamente nota que hay otra voz en la cabeza de Hiperion y no la One True Voice. Zarda logra liberar al Doctor Espectro llamando a la voz dentro del Poder Prisma, que toma el control de Espectro y libera a Hiperion.
Más tarde, el Escuadrón recibe la orden de derribar a los insurgentes en la provincia de Ilam en Irán, una operación llamada "Long Walk". Zarda sigue un ataque mortal. Después de que Stanley Stewart la ve matando a tres soldados desarmados, llamándolos inofensivos, Zarda dice: "Inofensivo, sí, por el momento. Ahora son inofensivos mañana". Después de ver a Inertia ayudar a una niña a encontrar y matar a cuatro hombres de su tribu que mataron a pedradas a su madre y a sus hermanas mayores después de haber sido violadas por los insurgentes, Zarda dijo que Inertia es ahora como ella.
Hiperion da una conferencia de prensa en Los Ángeles de la misión "Long Walk", durante la cual se enfrenta a Redstone. Durante su pelea, Zarda interviene, golpeando mal a Redstone, pero no llega a matarlo cuando Hiperion la lleva a la cabeza nuclear de Redstone para evitar que detone en Los Ángeles. Ella incluso sobrevive a la explosión nuclear directa, algo que Hiperion obviamente no sobreviviría tan fácilmente.
El Escuadrón Supremo invade el universo Ultimate después de que su mundo sea devastado por una amenaza que se originó allí. En la resolución de este conflicto, Zarda decide permanecer en el universo Ultimate para vigilar las cosas.
Más tarde lucha y supera fácilmente el equivalente del universo Ultimate de la Brigada de Demolición y Hulk. Después de la breve batalla con Hulk, ella y Hulk tienen relaciones sexuales. También contempla cómo los héroes locales evitan que simplemente mate a aquellos que la molestan. Ella recuerda que a menudo va desnuda en su mundo natal, sin ver la necesidad de ocultar su propia belleza.
Durante la historia de Secret Wars, se muestra que Zarda vive en la provincia de Supremia en Battleworld. Más tarde es asesinada durante una batalla con el Escuadrón Siniestro de Utopolis durante una invasión en la provincia de Supremia cuando el Doctor Espectro se incinera en cenizas con energía.

## Poderes y habilidades

### Escuadrón Supremo
Zarda posee fuerza sobrehumana, agilidad, velocidad, reflejos y tiene la capacidad de volar.Su proceso de envejecimiento es extremadamente lento, aunque afirmó que no envejece en absoluto en la serie Exiles. Ella es capaz de drenar la fuerza vital de los demás.
Zarda lleva un escudo transparente de diseño utópico que puede bloquear los proyectiles de los tanques y usarse para redirigir la energía, y que puede lanzar para que sus bordes puedan cortar el metal.
Princesa Poder tiene una amplia experiencia en combate cuerpo a cuerpo (según ella, tiene más de cinco siglos de experiencia en combate) y es experta en lanzamiento de disco. Ella ha realizado estudios avanzados de posgrado tanto en Isla Utopia como en Cosmopolis. 

### Poder Supremo
Además de habilidades físicas similares que comparte con Hyperion, como vuelo supersónico, superfuerza, reflejos muy mejorados, sentidos sobrehumanos y casi invulnerabilidad, esta Zarda tiene la capacidad de drenar la fuerza vital de otros para rejuvenecerse. Ella utiliza una transferencia de fuerza vital similar para curar a Hyperion cuando recibe heridas que ponen en peligro su vida.Si bien es posible lastimarla,aparentemente incluso sobrevivió a una explosión nuclear directa gracias a una combinación de su casi invulnerabilidad y sus capacidades de transferencia de fuerza vital. Al igual que Hyperion, es capaz de sobrevivir al vacío del espacio sin ayuda durante una cantidad de tiempo considerable, lo que permite al menos viajes interplanetarios a través de sus capacidades de vuelo.

## Similitudes con Wonder Woman
- La "Isla Utopía" es una referencia a Themyscira, la isla de donde proviene la Mujer Maravilla, originalmente conocida como "Isla Paraíso". El propósito con el cual la abandona es también idéntico.
- La relación con Howard Shelton refleja la de la Mujer Maravilla con Steve Trevor.
- El escudo que genera la Princesa Poder para evitar los disparos se utiliza en una forma análoga a los brazaletes de la Mujer Maravilla.
- Así como el Escuadrón Supremo imita a la Liga de la Justicia, la "Golden Agency" parodia a la Sociedad de la Justicia

## En otros medios

### Televisión
- Princesa Poder (al lado del Escuadrón Supremo) aparece en The Super Hero Squad Show episodio "Whom Continuity Would Destroy", con la voz de Susan Eisenberg. Esta versión posee poderes telequinéticos. Además de su escudo invisible, tiene una variedad de otros artículos invisibles como un "rollerroll invisible" y "gyrocopter invisible" - a pesar de que podría ser una proyección de sus poderes telequineticos.
- Princesa Poder (conocida como Zarda) aparece en la nueva serie de Avengers Assemble (2014), con la voz de April Stewart.[28]
  - En la primera temporada, episodio 7, "Hyperion", Zarda sólo se ve en flashbacks, así como su estatua conmemorativa en la guarida de Hyperion.
  - En la segunda temporada, episodio 9, "Los Vengadores Oscuros", Zarda más tarde aparece en persona con el resto del Escuadrón. En el episodio 17, "Los Vengadores Secretos", Zarda pelea contra el Dínamo Carmesí por las llaves de una fuente de energía que específica sólo para ser repelida por el Capitán América, Black Widow, Falcon y Hulk. En el episodio 22, "Crisis en Midgard", Zarda amplifica los animales del zoológico con el fin de acercarse a los Vengadores alegando que ella está tratando de cambiar de lado. Cuando Thor encuentra a Zarda en su isla, ella lo pone a través de su proceso de entrenamiento donde crea diferentes formas de vida como un dragón y algunos trolls de rock. Sin saberlo Thor, su entrenamiento está causando maremotos que amenazaron a Manhattan. Cuando Hulk llega a dar un paseo en el Mjolnir, trata de ayudar a Thor a ser amplificado en una forma monstruosa por Zarda. Thor logra ayudar a Hulk a recuperar el control mientras regresa a la normalidad. Al llegar los otros Vengadores, Zarda se escapa. Al reunirse con Nighthawk, Zarda le dice que ella estaba equivocada acerca de sacudir a un miembro de los Vengadores a su lado. En el episodio 23, "La Última Encrucijada de los Vengadores", Zarda se une al Escuadrón Supremo en la promulgación del complot de Nighthawk contra los Vengadores. En el episodio 24, "Vengadores de Incógnito", Zarda involucra a Iron Man, Thor y Falcon donde es atrapada con Nuke en la misma caja. Después de que el Escuadrón Supremo sea derrotado, Zarda y el resto del Escuadrón Supremo se mencionan que han sido remitidos a una sección especial de la Bóveda.
  - En la cuarta temporada, episodio 4, "Fuga de la Prisión", aparece en la Bóveda encerrada hasta ser liberada por Yelena Belova y hace equipo con ella y Typhoid Mary en provocar un caos, pero es enfrentada y derrotada por la Capitána Marvel y la Avispa.